# Skierka clemensiae
Skierka clemensiae är en svampart som beskrevs av Cummins 1941. Skierka clemensiae ingår i släktet Skierka och familjen Pileolariaceae.   Inga underarter finns listade i Catalogue of Life.